# Картинки с выставки

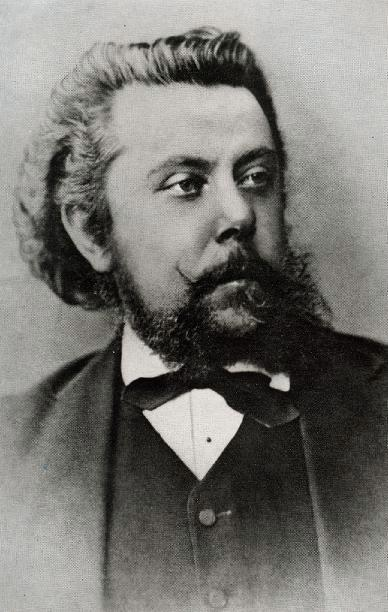
М. П. Мусоргский

«Картинки с выставки» — цикл фортепианных пьес русского композитора Модеста Петровича Мусоргского. Написан в 1874 году в память о друге Мусоргского, художнике и архитекторе Викторе Гартмане.

## Автограф
Автограф хранится в Российской национальной библиотеке Санкт-Петербурга, ф. 502, ед.хр. 129, 16 л., 26×37,5. Подзаголовок: «Воспоминания о Викторе Гартмане». Дата в конце рукописи: «22 июня 1874 г. Петроград». Дарственная надпись В. В. Стасову: «Вам, généralissime, устроителю гартмановской выставки, на память о нашем дорогом Викторе. 27 июня 74 г.». Факсимиле рукописи напечатано в Москве в 1975 году.

## История создания

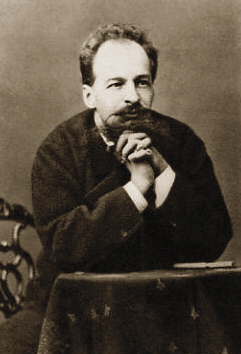
В. А. Гартман

### Мусоргский и Гартман
Архитектор и, говоря современным языком, дизайнер Виктор Александрович Гартман (1834—1873) вошёл в историю искусства XIX века как один из основоположников «русского стиля» в архитектуре. Его отличали стремление к русской самобытности и богатство воображения. Крамской писал о нём:

Гартман был человек незаурядный… Когда нужно построить обыкновенные вещи, Гартман плох, ему нужны постройки сказочные, волшебные замки, ему подавай дворцы, сооружения, для которых нет и не могло быть образцов, тут он создаёт изумительные вещи.

В 1868 году Гартман вернулся из почти четырёхлетнего путешествия по Европе, куда ездил для совершенствования своего мастерства как стипендиат («пенсионер») Императорской Академии художеств. По возвращении в Россию, за работу по оформлению Всероссийской мануфактурной выставки в Петербурге в 1870 году он получил звание академика.

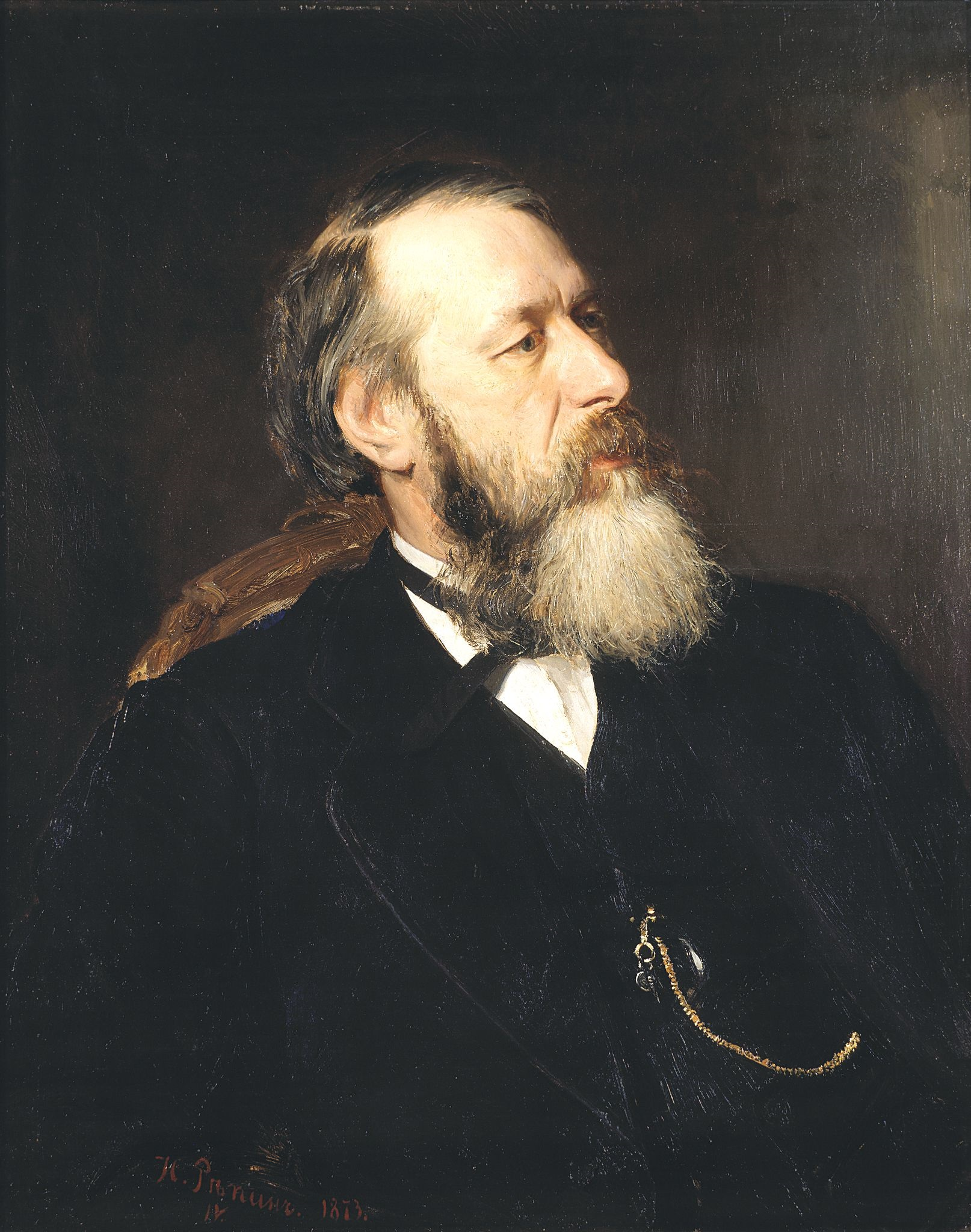
В. В. Стасов, портрет кисти И. Е. Репина (1873)

Стремление Гартмана вводить в проекты русские народные мотивы было близко участникам «Могучей кучки», в частности В. В. Стасову, который пропагандировал идеи Гартмана в печати и знакомил его с друзьями. В конце 1870 года, в доме Стасова, Мусоргский впервые увиделся с 36-летним художником. Гартман обладал живостью характера и лёгкостью в дружеском общении, и между ним и Мусоргским установились тёплая дружба и взаимное уважение. Поэтому скоропостижная смерть Гартмана летом 1873 года в возрасте 39 лет потрясла Мусоргского до глубины души. Он писал Стасову 2 августа того же года:

Нас, дураков, обыкновенно утешают в таких случаях мудрые: «его» не существует, но то, что он успел сделать, существует и будет существовать; а мол, многие ли люди имеют такую счастливую долю — не быть забытыми. Опять биток (с хреном для слезы) из человеческого самолюбьица. Да чёрт с твоею мудростью! Если «он» не попусту жил, а создавал, так каким же негодяем надо быть, чтобы с наслаждением «утешения» примиряться с тем, что «он» перестал создавать. Нет и не может быть покоя, нет и не должно быть утешений — это дрябло.

### Выставка
В феврале-марте 1874 года в Императорской Академии художеств по инициативе Стасова и при содействии Петербургского общества архитекторов была проведена посмертная выставка из около 400 работ Гартмана, созданных за 15 лет, — рисунков, акварелей, архитектурных проектов, эскизов театральных декораций и костюмов, эскизов художественных изделий. На выставке было много зарисовок, привезённых из заграничных путешествий; Стасов в предисловии ко второму изданию «Картинок» в 1887 году вспоминал работы Гартмана:

… бойкие, изящные наброски живописца-жанриста, множество сцен, типов, фигур из вседневной жизни, схваченных из сферы того, что неслось и кружилось вокруго него — на улицах и в церквах, в парижских катакомбах и польских монастырях, в римских переулках и лиможских деревнях, типы карнавальные à la Gavarni, рабочие в блузе и патеры верхом на осле с зонтиком под мышкой, французские молящиеся старухи, улыбающиеся из-под ермолки евреи, парижские тряпичники, милые ослики, трущиеся о дерево, пейзажи с живописной руиной, чудесные дали с панорамой города…

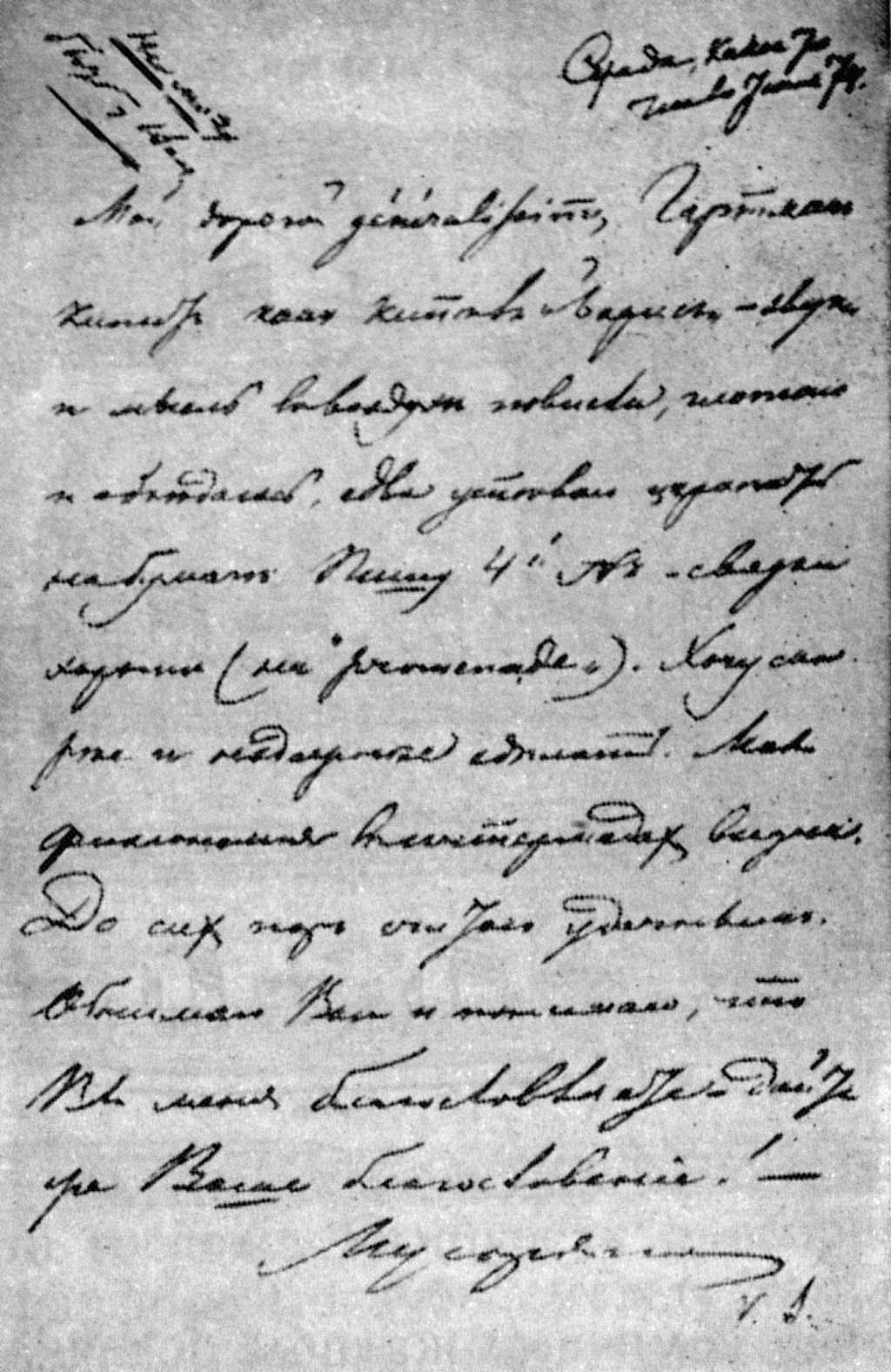
Письмо М. Мусоргского В. Стасову. Автограф (июнь 1874 года)

Посещение Мусоргским выставки послужило толчком к созданию музыкальной «прогулки» по воображаемой выставочной галерее. Получилась серия музыкальных картин, которые лишь отчасти напоминают увиденные произведения; в основном же пьесы стали результатом свободного полёта пробуждённой фантазии композитора. За основу «выставки» Мусоргский взял «заграничные» рисунки Гартмана, а также два его эскиза на русскую тематику. Выставленные работы продавались, поэтому на сегодняшний день местонахождение большинства из них неизвестно. Из упомянутых в цикле рисунков ныне можно восстановить шесть из них.
Идея создать фортепианную сюиту возникла в дни выставки, и уже весной 1874 года некоторые «картинки» импровизировались автором. Но окончательно замысел целого, как цикла фортепианных пьес, сложился летом, и Мусоргский, оторвавшись от написания вокальной музыки («Без солнца»), принялся за новое сочинение. Все «Картинки» были написаны на творческом подъёме всего за три недели с 2 по 22 июня 1874 года. Мусоргский писал Стасову:

Гартман кипит, как кипел «Борис», — звуки и мысль в воздухе повисли, глотаю и объедаюсь, едва успеваю царапать на бумаге <…> Хочу скорее и надёжнее сделать. Моя физиономия в интермедах видна. До сих пор считаю удачным.

Стасову, помощь которого для Мусоргского значила очень много, он и посвятил цикл.

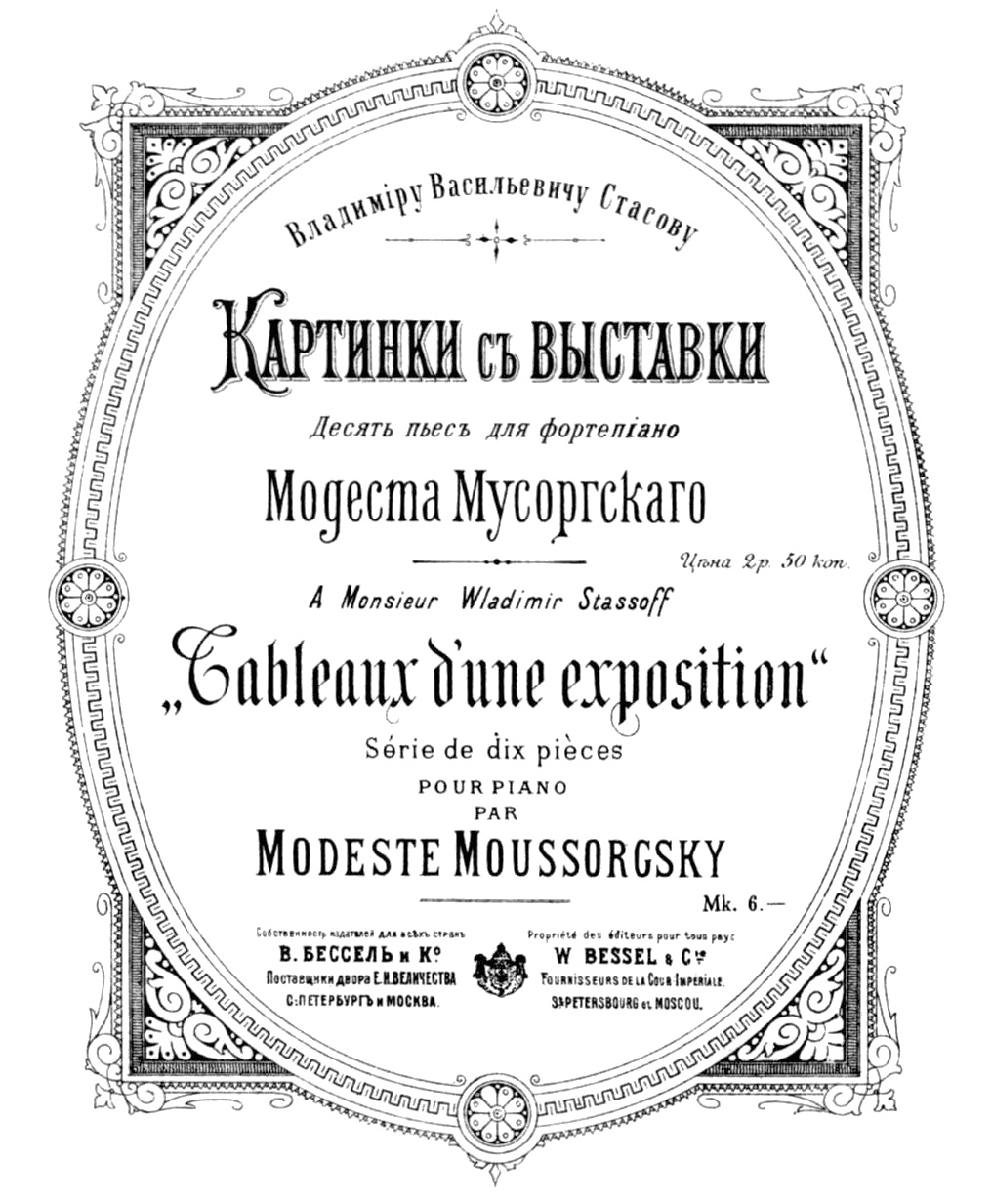
Обложка первого издания «Картинок с выставки» (1886) под редакцией Н. А. Римского-Корсакова

## История публикации

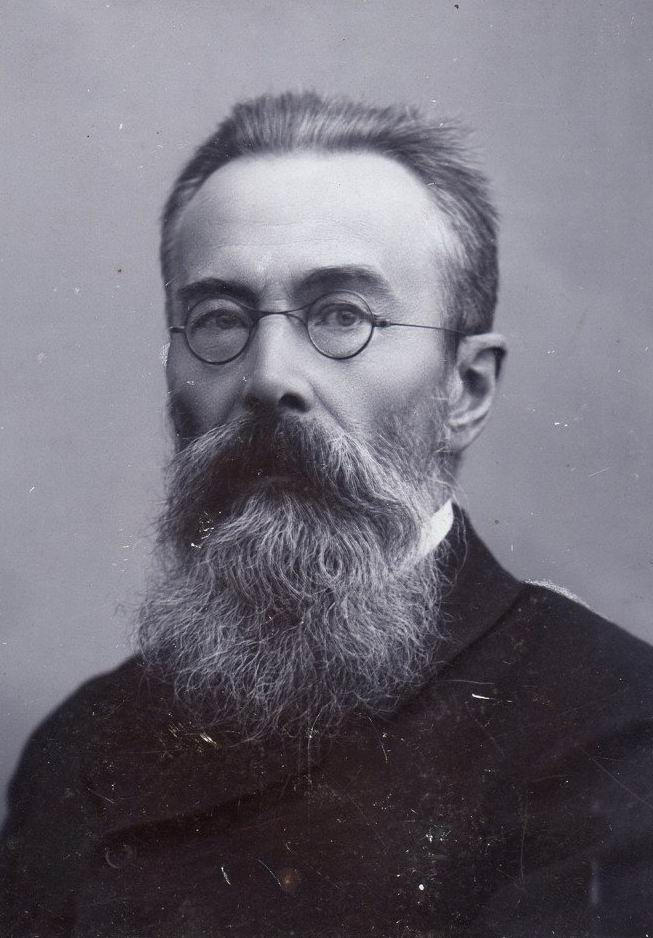
Н. А. Римский-Корсаков

На рукописи «Картинок» есть надпись «К печати. Мусоргский. 26 июля 74 г. Петроград», однако при жизни композитора «Картинки» не издавались и не исполнялись, хоть и получили одобрение в среде «Могучей кучки». Опубликованы они были лишь через пять лет после смерти композитора В. Бесселем в 1886 году, в редакции Н. А. Римского-Корсакова. Поскольку последний был уверен, что ноты Мусоргского содержат ошибки и упущения, которые необходимо исправить, то эта публикация не вполне точно соответствовала авторской рукописи, в ней было определённое количество редакторского «блеска». Тираж разошёлся, и через год вышло второе издание, уже с предисловием Стасова. Однако широкой известности произведение тогда не получило, пианисты долго от него отмахивались, не находя в нём «привычной» виртуозности и считая его неконцертным и нефортепианным. Вскоре М. М. Тушмалов (1861—1896) при участии Римского-Корсакова оркестровал главные части «Картинок», оркестровый вариант был издан, премьера состоялась 30 ноября 1891 года, и в таком виде они довольно часто исполнялись в Петербурге и Павловске, причём финал исполнялся оркестром и как отдельная пьеса. В 1900 году появилось переложение для фортепиано в четыре руки, в феврале 1903-го цикл впервые исполнил в Москве молодой пианист Г. Н. Беклемишев, в 1905-м «Картинки» прозвучали в Париже на лекции М. Кальвокоресси о Мусоргском.
Но признание широкой публики пришло лишь после того, как Морис Равель по той же редакции Римского-Корсакова создал в 1922 году свою известную оркестровку, а в 1930 году вышла её первая грамзапись. И только в 1931 году, в пятидесятилетнюю годовщину со дня смерти композитора, «Картинки с выставки» были выпущены в соответствии с авторской рукописью в академическом издании «Музгиза», и затем они стали неотъемлемой частью репертуара советских пианистов.  В 1975 году увидело свет факсимильное издание рукописи Мусоргского.
С тех пор сосуществуют две традиции фортепианного исполнения «Картинок». Среди сторонников оригинальной авторской версии — такие пианисты, как Святослав Рихтер и Владимир Ашкенази. Другие, как, например, Владимир Горовиц в своих записях и выступлениях середины XX века, старались воспроизвести в фортепиано оркестровое воплощение «Картинок», то есть сделать «обратное переложение» Равеля, причём даже пропуская вслед за ним последнюю «Прогулку».

## Пьесы
«Картинки с выставки» — яркий образец программной музыки со своими особенностями. В ней оригинальным образом сочетаются картинки из реальной жизни со сказочной фантастикой и образами прошлого. Пьесы-«картины» связываются между собой темой-интермедией «Прогулка», изображающей проход Мусоргского («моя физиономия в интермедах видна») по галерее и переход от картины к картине. Такие тематика и построение цикла являются уникальными в классической музыкальной литературе.
Мусоргский, по отзывам современников, был прекрасным пианистом, буквально завораживал слушателей, садясь за инструмент, и мог изобразить что угодно. Однако инструментальной музыки он сочинял сравнительно мало, более всего его привлекала опера. Оперное мышление проникло и в «Картинки», и они воспринимаются как музыкальный «театр одного актёра». С помощью одного лишь фортепиано автор применяет выработанные им приёмы интонационной драматургии, динамизирует образное развитие музыки смелыми противопоставлениями, внезапными контрастами, неожиданными тематическими трансформациями. Мусоргский ставит задачу создания психологического портрета, проникновения в глубину своих персонажей, что принципиально отличает его работу от простых зарисовок Гартмана.
Автор давал названия пьесам на том или ином языке в зависимости от тематики; для каждой пьесы существуют также и устоявшиеся русские названия.

### Promenade
Promenade (с фр. — «Прогулка»). Си-бемоль мажор. Тема из этой пьесы повторяется на протяжении цикла несколько раз. Она напоминает русские народные распевы: мелодия начинается одним голосом («запевалой») и подхватывается «хором». В самой мелодии использован характерный для народных песен пятиступенный лад без полутонов — пентатоника, звучит она в диапазоне невысокого женского голоса, будто имитируя народную манеру пения. (Подобное же строение имеют мелодии, например, в пьесах Чайковского «Июль» и «Ноябрь» из цикла «Времена года».) У пьесы переменный размер — 5/4 и 6/4 через такт, свободный ритм распева «не вписывается» в схему ритмических рисунков западной классической музыки — но и переменный размер весьма приблизительно отражает чередование сильных и слабых долей: начала мелодических фраз попадают каждый раз на разные доли такта. Всё в этой пьесе — мелодия, тональность, ритм, темп — работает на создание ощущения света, простора и душевной чистоты.
В этой теме Мусоргский одновременно изобразил и самого себя, переходящего от картины к картине: «Моя физиономия в интермедах видна», — писал он Стасову. Мелодическая линия в большинстве интермедий играется тяжеловесно, в чём иногда усматривают имитацию походки автора.

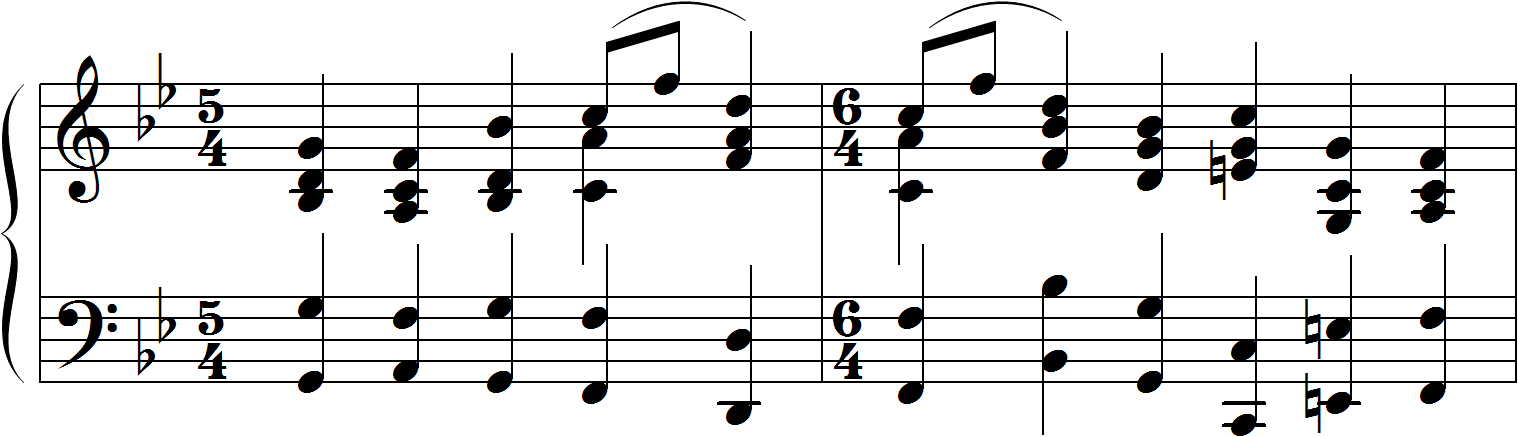
3-й и 4-й такты «Прогулки» — вступление «хора»

Тема «Прогулки» в безымянных интермедиях варьирует, показывая изменение настроения автора; тональность также меняется, модуляцией подготавливая слушателя к следующей пьесе. Вначале интермедии звучат в каждом промежутке, затем всё реже и реже, будто зритель больше погружается в картины и меньше обращает внимание на переходы.
Интересно, что сам Мусоргский в письмах к друзьям называл пьесы «Картинок» словом intermezzo, считая, по-видимому, «Прогулку» ведущей темой и трактуя всю форму как рондо. Из-за такого строения «Картинки» иногда называют рондо-сюитой.

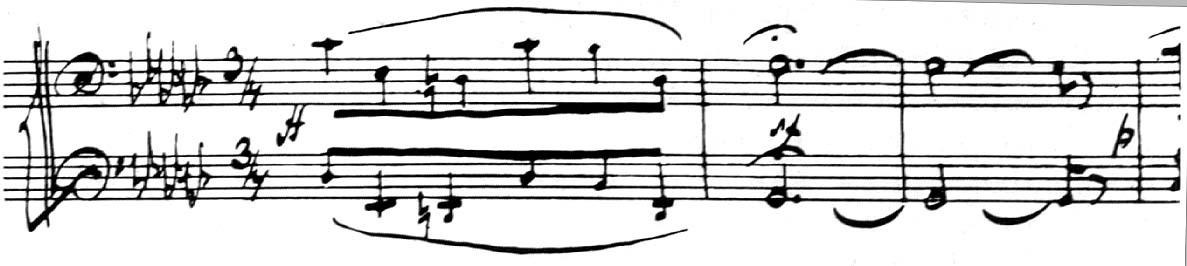
Первые такты «Гнома». Автограф

### № 1. Gnomus
Gnomus (с лат. — «Гном»). Ми-бемоль минор. На несохранившемся эскизе Гартмана была нарисована ёлочная игрушка, изображающая щипцы для колки орехов («щелкунчик») в виде карлика на кривых ножках. Изначально неподвижная фигурка гнома у Мусоргского оживает. Динамичная пьеса передаёт изломанными ритмом и поворотами мелодии ужимки крадущегося гнома, слушатель «наблюдает», как он перебегает с места на место и замирает. Выбранная тональность ми-бемоль минор — достаточно мрачная, но неустойчивая гармония и короткие форшлаги в окончаниях фраз придают музыке «игрушечный» оттенок, отодвигая трагическое в сферу сказочности.
В средней части, выражающей более глубинную характеристику персонажа, гном, по одной из трактовок, будто останавливается и начинает размышлять (напряжённая «раскачка» басов) или просто пытается отдохнуть, время от времени будто пугаясь, заподозрив опасность (повторение ломаных фраз из первой части). Каждая попытка спокойной остановки завершается пугано-тревожным пассажем. Наконец — гном так и не нашёл покоя — средняя часть переходит в громкую (фортиссимо) кульминацию — хроматически нисходящую линию, трагически звучащую и передающую страдание и отчаяние.
Затем возвращается (в некотором отдалении) тема первой части, и в конце она «сдувается» быстрым пассажем, уносящим с собой впечатления от гнома.
(Promenade), ля-бемоль мажор — интермедия звучит уже в других регистрах и с новой гармонией, тихо и задумчиво, создавая переход к следующей картине.

### № 2. Il vecchio castello
Il vecchio castello (с итал. — «Старый замок»). Соль-диез минор. Пьеса основана на акварели Гартмана, нарисованной, когда он изучал архитектуру в Италии. По воспоминаниям Стасова, рисунок изображал старинный замок, на фоне которого был нарисован трубадур c лютней (возможно, для показа размеров замка). В каталоге выставки такое произведение не значилось. У Мусоргского звучит красивая протяжная меланхоличная мелодия — пометка гласит «очень певуче, скорбно», передающая тоску и тихую печаль. Мелодическая линия построением фраз напоминает живое пение, остинатный бас передаёт однозвучный аккомпанемент на лютне, волынке или другом старинном инструменте. В оркестровке Равеля мелодию играет альт-саксофон, появляясь здесь единственный раз на протяжении цикла.
Средняя часть, переходя в мажор, создаёт просвет, который затем снова сменяется грустью, потом первая тема возвращается, постепенно затихая, будто погружаясь в сон. Неожиданно громкий финал завершает пьесу коротким «прощай».
(Promenade), си мажор (тональность, параллельная предыдущей), очень короткий (8 тактов) переход ко следующей картине.

### № 3. Tuileries
Tuileries. Dispute d’enfants après jeux (с фр. — «Тюильрийский сад. Ссора детей после игры»). Си мажор. Стасов вспоминал, что на рисунке была изображена аллея сада парижского дворца Тюильри «со множеством детей и нянек». Эта короткая пьеса совершенно отличается по характеру от предыдущей. Звучит солнечная мелодия в высоком регистре, мажорный лад ещё более «осветлён» повышенной 4-й ступенью, ритм напоминает детские считалки и дразнилки. «Верхней» первой теме противопоставляется более спокойная тема в среднем регистре и с разговорным ритмом, передающая интонацию нянь, пытающихся успокоить детей. Затем в неё снова вплетается первая тема, будто дети не слушаются и продолжают спорить.
Поскольку сам Мусоргский за границей не был, исследователи полагают, что характеры своей пьесы он мог подсмотреть, например, в петербургском Летнем саду.

### № 4. Bydło
Bydło (с пол. — «Скот»). Соль-диез минор. В письме Стасову Мусоргский назвал эту пьесу «Sandomirzsko bydło» (пол.  «Сандомирский скот»). Пьеса изображает, по примечанию Стасова, польскую телегу на огромных колёсах, запряжённую волами. Тяжёлый шаг передаётся монотонным ритмом в размере 2/4 и довольно грубыми подчёркнутыми ударами клавиш нижнего регистра. На фоне движения повозки звучит невесёлый крестьянский напев, напоминающий польские, украинские или русские народные мелодии в миноре, — портрет возницы. В целом пьеса создаёт довольно мрачную картину: и волы, и возница, покорные судьбе, обречены заниматься своей работой до конца своих дней, безрадостная сторона жизни простого мужика показана здесь со всей ясностью.
В оригинальной рукописи Мусоргского пьеса начинается с фортиссимо — по выражению автора, «прямо в лоб» (резкий контраст после «Тюильри»), — а Римский-Корсаков и вслед за ним Равель начинают её тихо, создавая эффект приближающейся повозки, и лишь на кульминации достигают максимальной громкости. В обоих вариантах музыка к концу затихает, изображая удаляющуюся телегу. В обработке В. Горовица аккорды, изображающие движение телеги, играются в виде арпеджио, что создаёт впечатление еле ковыляющих волов и скрипящих колёс.
(Promenade), ре минор. Тема интермедии впервые звучит в миноре, передавая настроение помрачневшего автора. Грусть прерывается следующей пьесой, первые звуки которой вплетаются прямо в конец интермедии, создавая впечатление, будто зритель увидел сначала картинку краем глаза и, погружённый в свои мысли, не сразу на неё среагировал.

### № 5. Балет невылупившихся птенцов

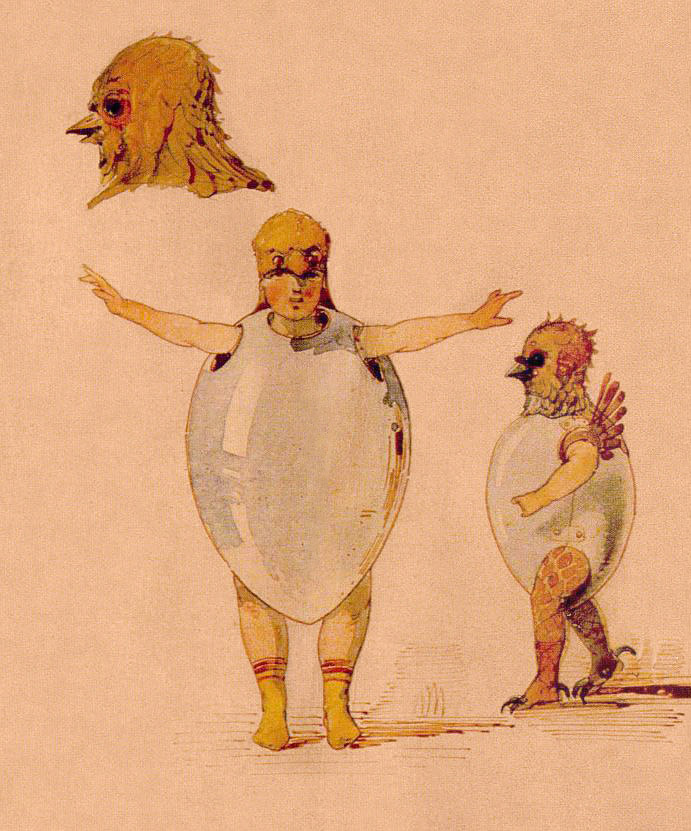
В. Гартман. Эскиз костюмов к балету «Трильби»

Балет невылупившихся птенцов. Фа мажор. Прототипом пьесы послужили эскизы Гартмана к костюмам для балета Юлия Гербера «Трильби» в постановке Петипа в Большом театре в 1871 году. В «Трильби» был эпизод, в котором выступала, как писал Стасов, «группа маленьких воспитанников и воспитанниц театрального училища, наряжённых канареечками и живо бегавших по сцене. Иные были вставлены в яйца, словно в латы». Всего Гартман создал для балета 17 эскизов костюмов, из которых 4 сохранились до наших дней.
Пьеса резко контрастирует по настроению с предыдущим «Быдлом»: это лёгкое и весёлое скерцино, комичный и чуть беспорядочный танец птенчиков, построенный по классическим правилам трёхчастной формы. В первой части мелодическая линия остроумно сочетается с птичьим щебетом и с изображением лёгких и неуклюжих подпрыгиваний и взмахов. После усиления и яркой кульминации с задержкой певучей ноты в верхнем регистре первая часть повторяется сначала, и затем (после повтора кульминации) наступает более сдержанная по ритму вторая часть (в терминологии этой формы — трио). В этой части плавный и строже упорядоченный танец сопровождается переливающимися трелями в верхнем регистре. Затем происходит точный повтор первой части (с пометкой «Da capo…»), достаточно редкий для Мусоргского, но типичный для такой формы. Сочетание несерьёзной темы со строгим следованием классической форме создаёт дополнительный комический эффект.

### № 6. Samuel Goldenberg und Schmuÿle

В. А. Гартман. Еврей в меховой шапке. Сандомир (1868)

В. А. Гартман. Сандомирский <еврей> (1868)

Samuel Goldenberg und Schmuÿle (Самуэль Гольденберг и Шмуйле). Си-бемоль минор. Гартман подарил Мусоргскому два своих рисунка — «Сандомирский [еврей]» и «Еврей в меховой шапке. Сандомир», сделанных в 1868 году в Польше. Стасов вспоминал: «Мусоргский сильно восхищался выразительностью этих картинок». Эти зарисовки польских евреев и послужили прототипами пьесы. В названии оба персонажа носят одно и то же имя, в одном случае солидно звучащее европеизированное Самуэль, с добавкой «дорогой» фамилии (нем. Goldenberg — золотая гора), в другом — простое, местечковое имя Шмуйле. Стасов при публикации изменил название пьесы на «Два польских еврея, богатый и бедный». В советских изданиях эта пьеса печаталась под названием «Два еврея, богатый и бедный».
Рисунки Гартмана, будучи всего лишь зарисовками, не претендовали на ту выразительность, которой добился Мусоргский в своей пьесе. Композитор не только объединил два портрета в один, но и заставил этих персонажей говорить между собой, раскрывая свои характеры. Речь первого из них звучит уверенно и весомо, с повелительными и нравоучительными интонациями, и построена на тяжеловесном проигрывании мелодии двумя руками в октаву. Дополнительно Мусоргский придал ей условно-ориентальный колорит с помощью так называемой цыганской (или венгерской) гаммы. Речь второго, бедного еврея, звучит контрастно первому, на дребезжащих верхних нотах с форшлагами, его голосу приданы жалобные и просительные интонации,в дальнейшем становящиеся более смелыми,требовательными - эффект получен октавным удвоением партии. В репризе пьесы обе темы звучат в контрапункте, причём в тех же ладах, в которых они звучали по отдельности. Тема Самуила звучит в си-бемоль миноре c указанными модализмами, а тема Шмуле — в fis-moll (или cis-moll; гармонические трактовки этой темы различаются ввиду того, что октавный звукоряд полностью не разворачивается). Пьеса заканчивается несколькими громкими нотами в октаву (очевидно, последнее слово сказал богатый).
Ещё задолго до написания «Картинок» Мусоргский критиковал оперу Серова «Юдифь» за неточность в изображении национальных характеров:

В ней много промахов, которые я назову музыкальными анахронизмами. Например: евреи (я часто слышал эти штучки) валяют без церемонии католические органные секунды… Пора перестать обращать евреев в христианство и католицизировать их.

Promenade (Прогулка), си-бемоль мажор (в оркестровке Равеля опущена). Эта интермедия практически полностью повторяет самую первую «Прогулку» и завершает собой первую половину цикла.

### № 7. Limoges. Le marché
Limoges. Le marché. La grande nouvelle (с фр. — «Лимож. Рынок. Большая новость»). Ми-бемоль мажор. В рукописи Мусоргский вначале сделал по-французски забавные пометки о том, какие сплетни можно было услышать на рынке (затем он их вычеркнул):

Большая новость: Г-н Пимпан де Панта-Панталеон только что нашёл свою корову Беглянку. — Да, сударыня, это было вчера. — Нет, сударыня, это было позавчера. Ну да, сударыня, корова бродила по соседству. Ну нет, сударыня, корова вовсе не бродила, и т. д. Большая новость: Г-н де Пюисанжу только что нашёл свою корову Беглянку. Но лиможские кумушки не вполне согласны по поводу этого случая, потому что г-жа де Рамбурсак приобрела себе прекрасные фарфоровые зубы, между тем как у г-на де Панта-Панталеона мешающий ему нос всё время остаётся красным, как пион.Оригинальный текст (фр.)«La grande nouvelle: Mr Pimpant de Panta-Pantaléon vient de retrouver sa vache La Fugitive. "Oui, Madame, c'était hier". — "Non, Madame, c'était avant-hier". "Eh bien, oui, Madame, la bête rôdait dans le voisinage". "Eh bien, non, Madame, la bête ne rôdait pas du tout". — etc...».

«La grande nouvelle: Mr de Puissangeout vient de retrouver sa vache La Fugitive. Mais les bonnes dames de Limoges ne sont pas tout à fait d'accord sur ce sujet, parce que Mme de Remboursac s'est approprié une belle denture en porcelaine, tandis que Mr de Panta-Pantaléon garde toujours son nez qui le gêne et qui reste toujours rouge pivoine»

Рисунок Гартмана, если он был, не сохранился. Известно, что Гартман жил в Лиможе и изучал архитектуру местного собора, но в каталоге выставки картина с похожим сюжетом не значится.
Шумная суета этой пьесы резко сменяется звуками следующей.

### № 8. Catacombae. Cum mortuis

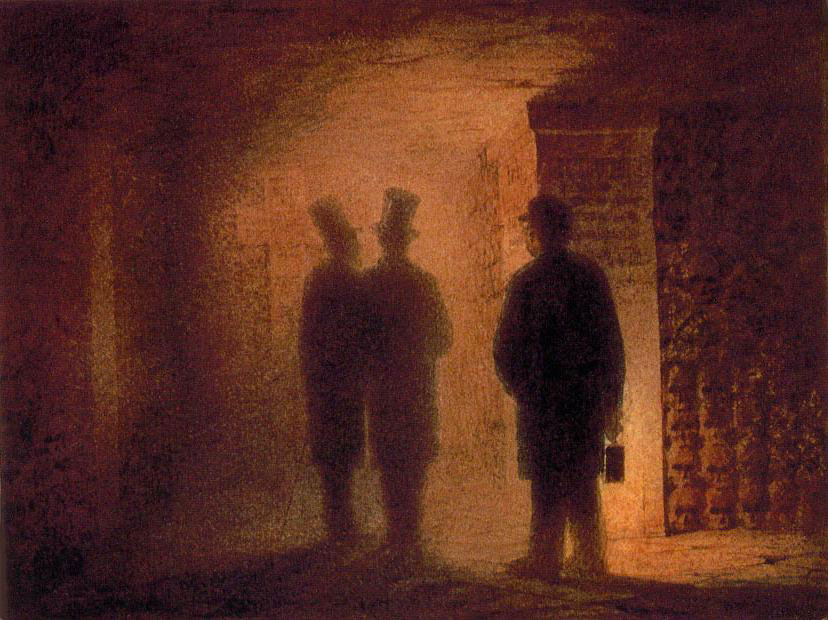
В. Гартман. Парижские катакомбы

Catacombae. Sepulcrum romanum (с лат. — «Катакомбы. Римская гробница»). Си минор. На картине Гартман изобразил себя, В. А. Кенеля и проводника с фонарём в руке в римских катакомбах в Париже. В правой части картины видны слабо освещённые черепа.
Мрачное подземелье с гробницей изображено в музыке безжизненными унисонами в две октавы (используется акустика «призрачных» обертонов), то резкими, то тихими («эхо»). Среди этих аккордов, как тени прошлого, выплывает медленная мелодия. «Катакомбы» повисают на неустойчивом аккорде, переходя к следующей сцене.
Cum mortuis in lingua mortua (с лат. — «С мёртвыми на мёртвом языке»). Си минор. Из «Катакомб», на фоне тихого тремоло в верхнем регистре, появляется минорная вариация «Прогулки». К этой музыке в автографе сделано примечание: «Ладно бы латинский текст: творческий дух умершего Гартмана ведёт меня к черепам, взывает к ним, черепа тихо засветились». (В некоторых изданиях название дано с ошибкой: «Con mortuis…»; в рукописи Мусоргского латинского заголовка нет вообще.)
Слово Стасову в его письме Римскому-Корсакову:

В этой же второй части [«Картинок с выставки»] есть несколько строк необыкновенно поэтических. Это музыка на картинку Гартмана «Катакомбы парижские», все состоящие из черепов. У Мусорянина сначала изображено мрачное подземелье (длинными тянутыми аккордами, часто оркестровыми, с большими ферматами). Потом на тремоландо идёт в миноре тема первой променады — это засветились огоньки в черепах, и тут-то вдруг раздаётся волшебный, поэтический призыв Гартмана к Мусоргскому…

Диалог, начавшись в горестном миноре, постепенно переходит в мажорную тональность, выводя слушателя из безысходности и обозначая примирение с необратимым.
Словно возвращаясь домой вместе с Гартманом, автор завершает цикл двумя пьесами на русские темы.

### № 9. Избушка на курьих ножках (Баба-Яга)

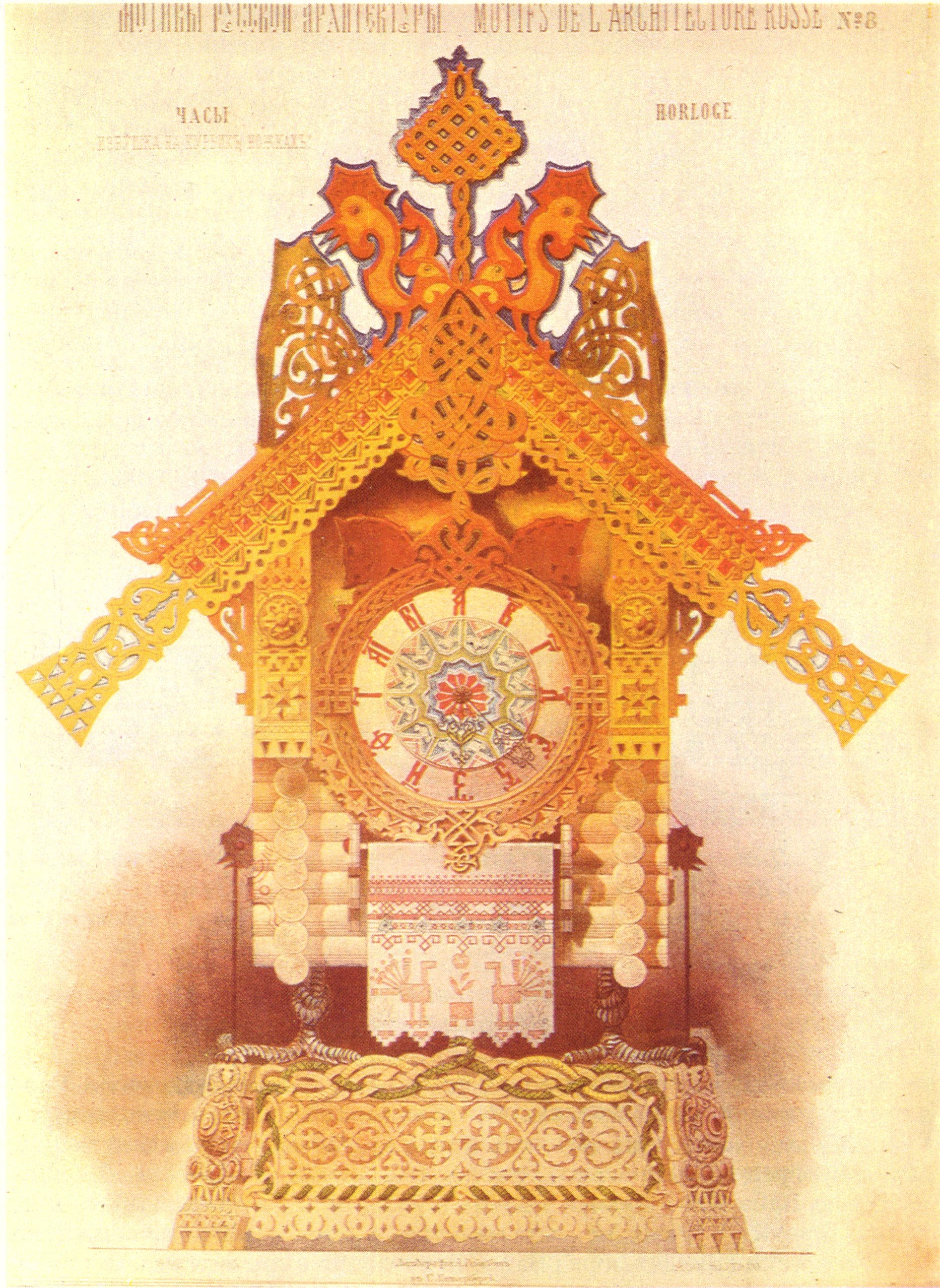
В. Гартман. Эскиз часов в форме «Избушки Бабы Яги на курьих ножках»

Избушка на курьих ножках (Баба-Яга). До мажор. У Гартмана был эскиз изящных бронзовых часов в виде избушки на курьих ножках. Однако фантазия Мусоргского изобразила совершенно другое — мощный динамичный образ Бабы-Яги, картину «нечистой силы», наполненную «бесовскими» диссонансами (уже в самом первом такте — резкий прыжок на большую септиму). Вначале звучит несколько редких аккордов-толчков, затем они учащаются, имитируя «разбег», с которого начинается «полёт в ступе». Звуковые «кляксы» изображают небрежность и «грязь» в образе Бабы-Яги. Неравномерно расставленные акценты имитируют хромую походку «костяной ноги». На фоне этих звуков «взлетает» играемая полными аккордами простая и яростная мелодия, словно сметающая всё на своём пути. Затем после перехода наступает совершенно другая средняя часть пьесы, тихая и тревожная, полная неустойчивых звуков — то ли полёт, то ли ночной лес. Затем — третья часть — резко врывается повтор первой темы, и завершается пьеса фортепианной каденцией из быстрых попеременных звуков через октаву во «взлетающем» направлении, которые в конце концов без перерыва «врезаются» в первый аккорд финальной пьесы — «Богатырских ворот».

### № 10. Богатырские ворота

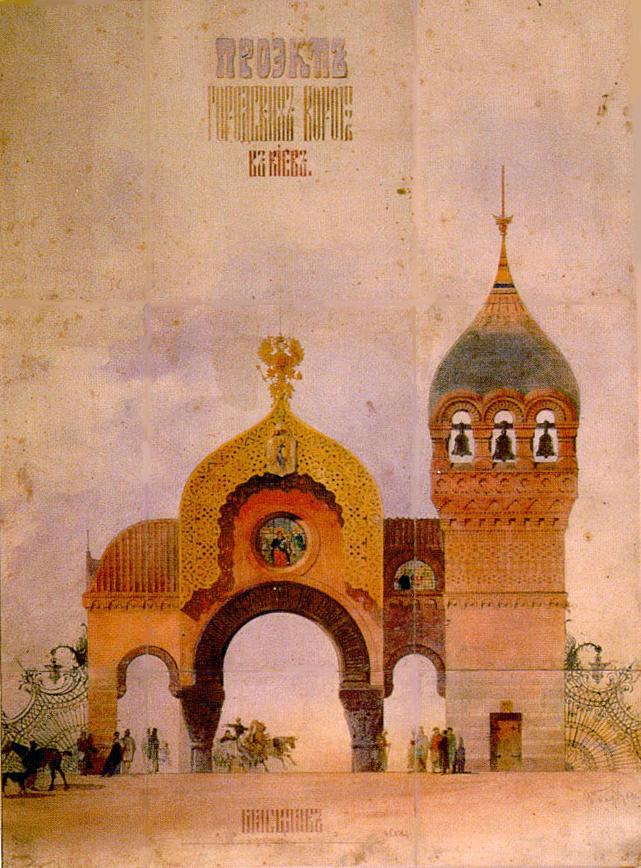
В. Гартман. Эскиз к проекту ворот в Киеве

Богатырские ворота. В стольном городе во Киеве. Ми-бемоль мажор. Финальная часть цикла основана на эскизе Гартмана к его архитектурному проекту киевских городских ворот. 4 (16) апреля 1866 года на Александра II было совершено неудачное покушение, в дальнейшем официально называвшееся как «событие 4 апреля». В честь спасения императора был организован конкурс проектов ворот в Киеве. Проект Гартмана, поданный на конкурс, был сделан в древнерусском стиле — глава со звонницей в виде богатырского шлема, украшение над воротами в форме кокошника. Ворота создавали образ Киева как древнерусской столицы. Однако впоследствии конкурс был отменён, и поданные на участие проекты реализованы не были. 
Пьеса, созданная воображением Мусоргского, рисует развёрнутую картину народного торжества и воспринимается как мощный оперный финал. Указание «maestoso», медленный ритм с крупными длительностями придают пьесе величие и торжественность. Вначале звучит широкая русская песенная мелодия, затем она контрастно сменяется тихой и отстранённой второй темой, напоминающей церковное пение. Далее первая тема вступает с новой силой, с добавлением ещё одного голоса — ниспадающие и восходящие «восьмушки» в октаву — и снова переходит, уже громко, во вторую «хоральную» тему. Вскоре она стихает, и — наступает вторая часть пьесы — начинает раздаваться созданный на фортепиано настоящий колокольный звон, сначала тише и в миноре, затем нарастая и переходя в мажор. К медленному большому колоколу присоединяются на триолях колокола поменьше, затем — на ещё более мелких восьмых и в самом верхнем регистре — маленькие колокольцы, и в разгар перезвона в их мелодию вплетается тема «Прогулки» — тема автора, с которой начинался цикл — обнаруживая своё единство с основной темой этой пьесы. Затем, в третьей части, звучит развёрнутая вариация на тему первой части, и «Картинки» завершаются грандиозной кодой.
Некоторые исследователи отмечают архитектурно-симметричное построение сюжетов пьес: «по краям» стоят главные темы («Прогулка» и «Богатырские ворота»), за ними ближе к центру идут сказочные образы («Гном» и «Баба-Яга»), далее — «французские» сюжеты, за ними — бытовые зарисовки из Польши («Быдло» и «Два еврея»), а в центре оказывается шутка — «Балет невылупившихся птенцов».

## Оркестровые аранжировки

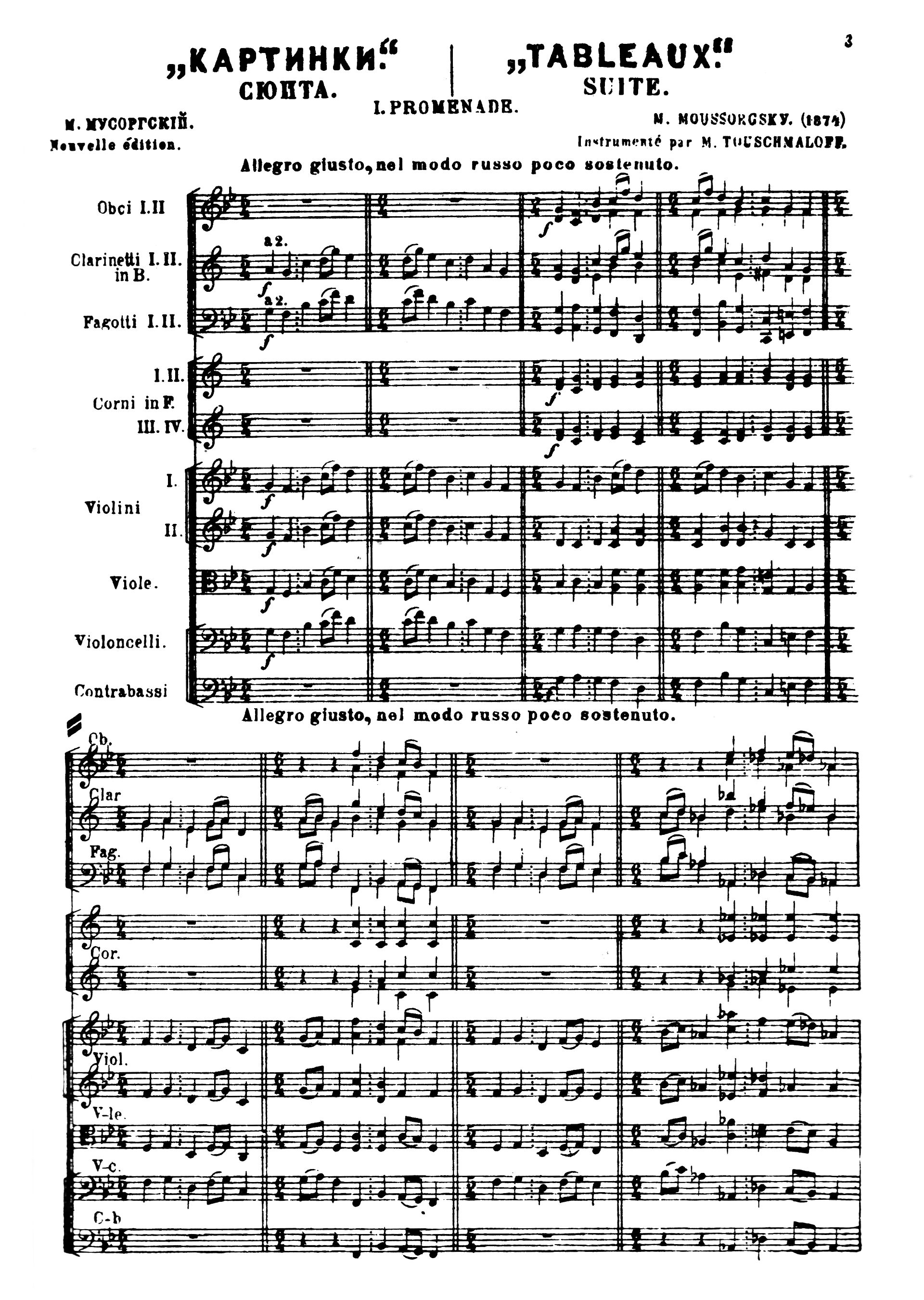
Первая страница «Картинок» (sic) в инструментовке М. Тушмалова

1. Михаил Тушмалов (ученик Римского-Корсакова, 1888) — 8 пьес, без «Гнома», «Тюильри» и «Быдла»; после премьерного исполнения Римский-Корсаков внёс в партитуру ряд изменений (в частности, заново инструментовал «Лимож»)[7].
2. Генри Вуд (1915)[15] — без интермедий
3. Лео Фунтек (1922) — первая полная оркестровка «Картинок»
4. Морис Равель (1922) — самая известная оркестровка, без последней «Прогулки»; см. ниже
5. Джузеппе Бечче (1922) — для салонного оркестра
6. Леонидас Леонарди (1924)
7. Люсьен Кайе (1937) — по заказу Юджина Орманди для Филадельфийского оркестра
8. Леопольд Стоковский (1938) — без «Тюильри» и «Лиможа»; впоследствии Стоковский свою оркестровку неоднократно переписывал (грамзаписи сделаны в 1939, 1941 и 1965 гг.), а её ноты не публиковались до 1971 года.
9. Вальтер Гёр (1942; включает дополнительную фортепианную партию) — без «Гнома» и с «Лиможем» на его месте (!)
10. Сергей Горчаков (1954). По сравнению с оркестровкой Равеля значительно в большей мере задействованы духовые инструменты.
11. Хельмут Бранденбург (Helmut Brandenburg, ок. 1970)
12. Эмил Наумов (ок. 1974, расширенная версия с использованием других произведений Мусоргского; для фортепиано с оркестром)
13. Лоренс Леонард (Lawrence Leonard, 1977, для фортепиано с оркестром)
14. Зденек Мацал (ок. 1977)
15. Владимир Ашкенази (1982)
16. Томас Вильбрандт (1992)
17. Джулиан Ю (Julian Yu, 2002, для камерного оркестра)
18. Ханспетер Гмюр (Hanspeter Gmur)
19. Илья Иофф (2013, для струнного оркестра)
20. Александр Афанасьев (2003, для русского народного оркестра)

### Оркестровка Равеля
Внимание Мориса Равеля к «Картинкам с выставки» привлёк его друг М. Д. Кальвокоресси. В 1922 году Равель рассказал С. А. Кусевицкому о малоизвестных тогда «Картинках с выставки» и попросил его заказать ему оркестровку цикла. Кусевицкий загорелся этой идеей, и Равель выполнил работу летом 1922 года в Лион-ла-Форе (Lyons-la-Forêt). Премьера с оркестром под управлением Кусевицкого состоялась в Париже 19 октября 1922 года. Первая грамзапись вышла в 1930 в исполнении Бостонского симфонического оркестра под управлением Кусевицкого.
Оркестровка Равеля — самая популярная среди прочих оркестровок «Картинок». Она удачно сочетает техническое мастерство, творческое вдохновение и заботу о передаче идей оригинала. Некоторые дирижёры (в том числе Артуро Тосканини и Н. С. Голованов) вносили в оркестровку Равеля изменения.

## Прочие обработки
1. Александр Шефер и Константин Чернов (фортепиано в 4 руки, 1900; переложение оркестровой редакции «Картинок…», созданной М. М. Тушмаловым)
2. Артур Иглфилд Халл (орган, 1926, только «Богатырские ворота»)
3. Джузеппе Бечче (фортепианное трио, 1930)
4. Владимир Горовиц (фортепиано, 1940-е)
5. Рудольф Вюртнер (оркестр аккордеонов, ок. 1954)
6. Ральф Бернс[англ.] (1957, джазовый оркестр)
7. Марк Хиндсли (ок. 1963, духовой оркестр)
8. Эллин Фергюсон (ок. 1963, для джазового оркестра)
9. Исао Томита (1966, для мультфильма, частично оркестровая)
10. Emerson, Lake & Palmer (прогрессив-рок-группа, 1971, 4 картинки с «Прогулкой» вперемешку с собственными песнями; см. Pictures at an Exhibition)
11. Исао Томита (синтезатор, 1975)
12. Оскар Готлиб Бларр (орган, 1976)
13. Элгар Ховарт (духовой оркестр, ок. 1977)
14. Артур Уиллис (Arthur Willis, орган, 1970-е)
15. Гюнтер Каунцингер (орган, 1980)
16. Кадзухито Ямасита (гитара, 1981)
17. Реджинальд Аше (два фортепиано, 1982)
18. Хенк де Влигер (14 ударных, челеста, арфа и фортепиано, 1981/1984)
19. Жан Гийу (орган, ок. 1988)
20. Хайнц Валлиш (Heinz Wallisch, 2 гитары, ок. 1989)
21. Джон Бойд (John Boyd, оркестр деревянных духовых)
22. Герт ван Кёлен (Gert van Keulen, оркестр деревянных духовых, 1992)
23. Евгения Лисицына (переложение для органа, начало 1990-х)
24. Ганс Вильгельм Плате (Hans Wilhelm Plate, 44 пианиста на 44 роялях и одном «подготовленном фортепиано», 1993)
25. Рок-группа «Царьград» (аранжировщик Александр Видякин, синтезаторы, электрические и акустические гитары, вокалисты. Вся партитура, 1994)
26. Эльмар Роте (Elmar Rothe, 3 гитары, 1995)
27. Mekong Delta (Трэш-метал/Прогрессив-метал — альбом Pictures At An Exhibition (1996) — также аранжировка для группы с оркестром, имитированным на синтезаторе)
28. Иоахим Линкельманн (Joachim Linckelmann, квинтет деревянных духовых, ок. 1999)
29. Адам Берцеш (Adam Berces, Венгрия — синтезатор, Pictures at an Exhibition, 2007)
30. Фридрих Липс (баян)
31. Сергей Кравцов (струнный квартет, 2002)
32. Александр Ростоцкий (6 картинок, три «Прогулки» для джазового трио + концерт-фантазия Александра Розенблата «Вальсируя с Гартманом (по Мусоргскому)» для фортепиано, электробаса, ударных и симфонического оркестра в альбоме «Картинки с выставки, или Прогулки с Мусоргским», 2008)
33. Slav de Hren (панк-джаз группа, вокалистки; полная версия, некоторые обработки представляют вариации на оригинальную тему, 2008)
34. Маурисио Ромеро (для контрабаса solo Paris, 2001)
35. Артур Фракенпол (Arthur Frackenpohl, брасс-квинтет)[17]
36. Алан Сивил (духовой квинтет)[18]
37. Евгений Ратнер (Большой Брасс и Ансамбль Ударных Инструментов, 2011)
38. Андрей Пономарёв (переложение для фортепиано, 2015)
39. Анатолий Затин (для двух фортепиано, 2019)

### Обработки и цитирование отдельных пьес
- В композиции «Pictures at an Exhibition» группы Tangerine Dream (альбом Turn of the Tides, 1995) звучит «Прогулка» в оркестровке Равеля.
- Амон Тобин парафразировал «Гнома» в альбоме «Out From Out Where» (2002).
- Также «Гном» цитируется в композиции «ГЭС» группы Кровосток
- В 2003 гитарист Тревор Рабин выпустил обработку «Прогулки» для электрогитары, изначально предназначавшуюся для альбома группы Yes «Big Generator», но включённую лишь в его демо-альбом 90124.
- Во вступлении песни Майкла Джексона «HIStory» почти явно цитируются оркестровые «Богатырские ворота».
- Во вступлении композиции «Baphomet’s Throne» швейцарской блэк-метал-группы Samael (альбом Ceremony Of Opposites, 1994) звучит фрагмент из «Бабы-Яги»

## Дискография
«Картинки с выставки» относятся к числу наиболее репертуарных сочинений пианистов и дирижёров всего мира (у некоторых из них опубликовано по несколько аудиозаписей)

### Фортепианные записи
- 1951 Владимир Горовиц (в собств. редакции, концертная)
- 1954 Евгений Малинин (Д 2406-7)
- 1958 Святослав Рихтер (София, концертная)
- 1958 Святослав Рихтер (Москва, студийная)
- 1958 Байрон Джайнис (Нью-Йорк)
- 1961 Байрон Джайнис (Нью-Йорк)
- 1967 Мария Юдина
- 1972 Мишель Бероф
- 1979 Евгений Малинин (С10-15373-4)
- 1982 Михаил Коллонтай (БЗК, Конкурс Чайковского)
- 1982 Владимир Ашкенази
- 1988 Игорь Худолей (ВСГ Мелодия, цифровая, студийная)
- 1988 Никита Магалов
- 1995 Иво Погорелич
- 2000 Михаил Коллонтай (БЗК, студийная)
- 2001 Евгений Кисин
- 2011 Стивен Осборн
- 2014 Андрей Хотеев[19]
- 2022 Валентина Лисица

### Оркестровые записи
Примечание. Если не указано иное, запись в оркестровке Равеля
- 1953 Игорь Маркевич / Берлинский филармонический оркестр
- 1958 Юджин Орманди / Филадельфийский оркестр (Москва, концертная)
- 1956 Герберт фон Караян / Лондонский оркестр «Филармония»
- 1957 Фриц Рейнер / Чикагский симфонический оркестр
- 1958 Леонард Бернстайн / Нью-Йоркский филармонический оркестр
- 1959 Антал Дорати / Симфонический оркестр Миннеаполиса
- 1960 Герберт Кегель / Симфонический оркестр Лейпцигского радио
- 1962 Лорин Маазель / «Новая Филармония» (Лондон)
- 1963 Джордж Сэлл / Кливлендский оркестр
- 1966 Юджин Орманди / Филадельфийский оркестр (Филадельфия, студийная)
- 1974 Евгений Светланов / Госоркестр СССР
- 1976 Серджу Челибидаке / SWR-оркестр
- 1980 Константин Симеонов / АСО Ленинградской гос. филармонии
- 1982 Владимир Ашкенази / Лондонский оркестр «Филармония»
- 1986 Герберт фон Караян / Берлинский филармонический оркестр
- 1990 Оркестровка С. Горчакова / Курт Мазур / Лондонский филармонический оркестр
- 1994 Валерий Полянский / Российский госоркестр
- 2000 Карл Антон Риккенбахер / Симфонический оркестр радио Кракова
- 2004 Леонард Слаткин / Симфонический оркестр BBC[20]
- 2007 Саймон Рэттл / Берлинский филармонический оркестр
- 2017 Илья Иофф / камерный оркестр Дивертисмент (фирма Мелодия, версия для струнного оркестра)
- 2018 Дмитрий Китаенко / Гюрцених-оркестр

## Разное
- В 1928 году в театре Дессау В. В. Кандинский осуществил музыкально-живописную постановку «Картинок с выставки» со своими костюмами и абстрактными декорациями.
- В 1963 году Московский академический музыкальный театр им. К. С. Станиславского и В. И. Немировича-Данченко поставил балет «Картинки с выставки» (балетмейстер-постановщик Ф. В. Лопухов, художник-постановщик А. В. Лушин)[10].
- В фильме «Большой Лебовски» звучала пьеса «Гном»[21].
- Фрагмент из «Тюильри» (вторая тема) звучал в заставке телепередачи «Музыкальный ринг».
- В альбоме группы Сектор Газа «Кащей Бессмертный» во время повествований «сказителя» звучат «Картинки» в оркестровке Равеля.
- В 8-битных компьютерах Atari тема «Прогулки» использовалась для самотестирования в аудиовизуальном режиме.
- Пьеса «Быдло» в электронной обработке Томиты входит в звуковое сопровождение спектакля В. Полунина «Diabolo».
- Тема из «Богатырских ворот» служит позывными радиостанции «Голос России».
- Тема из «Богатырских ворот» звучит в финале фильма Терри Гиллиама «Jabberwocky» («Бармаглот»).
- В фильме «Про уродов и людей» (реж. А. О. Балабанов) звучала пьеса «Быдло».
- В проекте «Animusic», в композиции «Cathedral Pictures»: «Прогулка», «Баба-яга», «Богатырские ворота».
- Тема из «Балета невылупившихся птенцов» прозвучала в мультфильме «Ико — отважный жеребёнок».

## Экранизации
- В 1966 году вышел получасовой экспериментальный мультфильм японского режиссёра Осаму Тэдзуки «Картинки с выставки» (Тэнранкай но э), в котором на музыку Мусоргского в оркестровке Исао Томиты были положены сатирические изображения современных типов людей. Идея создать подобный мультфильм была заимствована из «Фантазии» Уолта Диснея.
- В 1972 году парижский художник и аниматор Александр Алексеев со своей женой и помощницей Клер Паркер создали по «Картинкам с выставки» 11-минутную фантазию на игольчатом экране (изобретение Алексеева).
- В 1984 году на киностудии «Союзмультфильм» вышел мультфильм «Картинки с выставки», в который были включены «Избушка на курьих ножках», «Балет невылупившихся птенцов» и фрагменты «Прогулки» в исполнении Святослава Рихтера. Автор сценария и режиссёр — Инесса Ковалевская.

## Издания и литература
- Картинки с выставки. Редакция Н. А. Римского-Корсакова. Leipzig: Bretkopf und Hartel, [1887].
- Картинки с выставки. Редакция П. Ламма. Москва: Госмузиздат, 1931.
- Картинки с выставки. Факсимильное воспроизведение автографа. М.: Музыка, 1975; репринт 1982.
- Pictures at an Exhibition, ed. by Nancy Bricard. Van Nuys, CA: Alfred Publishing Co., 2002. ISBN 0-7390-1194-4 (с научными и исполнительскими комментариями)
- Картинки с выставки. Уртекст и факсимиле. Издание подготовил Владимир Самарин. М.: Музыка, 2015 (с предисловием и комментариями)
- Холопов Ю. Н. Мусоргский как композитор XX века (гармонический анализ «Картинок»)
- Холопов Ю. Н. Мусоргский как мастер музыкальной формы («Картинки с выставки») (анализ музыкальной формы «Картинок»)